# Tribeles australis
Tribeles es un género monotípico de plantas con flores pertenecientes a la familia Escalloniaceae. Su única especie: Tribeles australis
es originaria de Chile.

## Taxonomía
Tribeles australis fue descrita por Rodolfo Amando Philippi y publicado en Linnaea 33: 307. 1864.